# Droga krajowa B485 (Niemcy)
Droga krajowa 485 (niem. Bundesstraße 485) – niemiecka droga krajowa przebiegająca na osi północ- południe i jest połączeniem drogi B251 w Waldeck-Sachsenhausen z drogą B3 w Bad Zwesten w północnej Hesji.
Droga, jest oznakowana jako B485 od połowy lat 60. XX w.